# Филемон (поэт)
Филимон Старший или Филимон Сиракузский (греч. Φιλήμων; ок. 362, Солы (Малая Азия) — 262 до н. э., Афины) — древнегреческий поэт, комедиограф. Вместе с Менандром — основатель новой аттической комедии, хронологически соответствующей первым шести десятилетиям эллинизма, последовавшим за смертью Александра Македонского в 323 г. д. н. э.

## Биография
Родился в г. Солы в Киликии или Сиракузах на Сицилии, за 330 лет до н. э. переехал в Афины, когда, как известно, начал ставить комедии.
В Афинах начал выступать как комический поэт, состязаясь с Менандром; первая его комедия была Ὑποβολιμαῖος.
Со временем добился большой популярности, поскольку неоднократно одерживал победы над своим молодым современником и соперником Менандром, чьё тонкое остроумие явно уступало комедиям Филимона. Если Филимон часто побеждал Менандра, то причиной тому были не интриги и происки, а то обстоятельство, что Менандр гораздо строже понимал значение новой комедии и с большим постоянством держался этого нового направления, чем Филимон, и, таким образом, лишь мало-помалу заставил других признавать этот новый род поэзии. Менандр воздерживался от всякой личной сатиры и значительно сузил рамки в развитии самого действия, давая, таким образом, более места развитию характеров. Вследствие этого в характеристике Филимон стоял ниже Менандра, но превосходил его по интересу действия, который он умел придавать своим комедиям благодаря интриге в действии. Поэтому афиняне, всё ещё привыкшие к богатству комических положений, к шутовским остротам и юмору в древней и средней комедии, присуждали награды большею частью Филимону. Однако и он был иногда побеждаем и оставил на несколько лет Афины или вследствие одного из своих поражений, или же вследствие приглашения Птолемея явиться в Александрию.
За исключением короткого пребывания в Египте во время правления Птолемея II Филадельфа, Филимон провёл свою жизнь в Афинах.
Он дожил до глубокой старости и умер в самом разгаре своей творческой деятельности, примерно в 262 году до нашей эры, согласно истории, в момент его чествования на сцене.

## Творчество
Наряду с Менандром и Дифилом был самым известным поэтом древнегреческой новой комедии.
Из его девяноста семи работ пятьдесят семь известны нам по названиям и, кроме того, сохранились отрывки. Две драмы особенно известны, потому что они сохранились в подражании Плавта, а именно Ἔμπορος (Плавтов Mercator) и Θησαυρός (Плавтов Trinummus). 
Его комедии о нравах, в которых смешаны неистовый юмор, неожиданные повороты сюжета и морализаторство, были чрезвычайно популярны, и прошло столетие, прежде чем более изощренный Менандр обогнал его в популярности.
Сын его, тоже Филемон, был также комическим поэтом и оставил 54 драмы, которые, впрочем, вскоре были, вероятно, соединены с произведениями его отца.

## Избранные произведения
- Adelphoi
- Agroikos
- Agyrtes
- Aitolos
- Anakalypton
- Ananeoumene
- Androphonos
- Apokarteron
- Apolis
- Arpazomenos
- Auletes
- Babylonios
- Chera
- Ekoikizomenos
- Emporos
- Encheiridion
- Epidikazomenos
- Euripos
- Ephebos
- Ephedritai
- Gamos
- Heroes
- Hypobolimaios
- Iatros
- Katapseudomenos
- Koinonoi
- Kolax
- Korinthia
- Lithoglyphos
- Metion, или Zomion
- Moichos
- Myrmidones
- Mystis
- Neaira
- Nemomenoi
- Nothos
- Nyx
- Paides
- Palamedes
- Panegyris
- Pankratiastes
- Pareision
- Phasma
- Philosophoi
- Pittokopumenos
- Pterygion
- Ptoche
- Pyrphoros
- Pyrrhos
- Sardios
- Sikelikos
- Stratiotes
- Synapothneskontes
- Synephebos
- Thebaioi
- Thesauros
- Thyroros